# Patrick Wittich
Patrick Wittich (* 3. Juli 1982 in Kaiserslautern) ist ein ehemaliger deutscher Fußballspieler.

## Karriere
Wittich spielte bereits in seiner frühen Kindheit und Jugend für den 1. FC Kaiserslautern, zu dem er vom SV Wiesenthalerhof gekommen war. Er zählte bereits früh zu den aufstrebenden und ehrgeizigen Talenten des 1. FC Kaiserslautern. Am 1. Spieltag der Saison 2001/02 debütierte er für die zweite Mannschaft des FCK in der Regionalliga Süd.
Seinen einzigen Bundesligaeinsatz bestritt Patrick Wittich am 30. Spieltag der Saison 2003/04 in Berlin gegen Hertha BSC, als er in der 84. Minute beim Stand von 0:3 für Mika Nurmela eingewechselt wurde. Es blieb am Ende bei der 0:3-Niederlage für die Roten Teufel. Doch der Beginn seiner Profi-Karriere wurde durch schwere Fuß- und Knieverletzungen ständig wieder unterbrochen. 2004 musste sich Wittich wieder einer schweren Knie-Operation unterziehen. Auch beim SV Wehen, wo er 2005/06 unter Vertrag stand, war er langzeitverletzt und bestritt somit kein einziges Spiel für die Hessen. Letzten Endes musste er seine Karriere als Profispieler verletzungsbedingt beenden.
Ab Februar 2007 war er beim SC Hauenstein, wo er in der Oberliga Südwest in der Rückrunde der Saison 2007/08 wegen seiner Verletzungen nur sieben Spiele bestreiten konnte. Im Sommer 2007 wechselte er zum Landesligisten TuS Altleiningen. Im Jahr 2008 spielte er zeitweise in der B-Klasse beim ASV Sembach, bei dem er jedoch mehr als Spielertrainer fungierte.
Nachdem Wittich zuvor die U-16-Mannschaft von Fortuna Düsseldorf trainiert hatte, übernahm er im Januar 2016 die Jugendabteilung des SV Morlautern, wo er zwei Jahre als Jugendkoordinator und -trainer tätig war. Im Januar 2018 übernahm er den Posten des Cheftrainers der ersten Mannschaft, die in der Oberliga spielt.

## Persönliches
Patrick Wittich ist der Sohn des FCK-Zeugwarts Wolfgang Wittich. Er ist verheiratet mit Kerstin Wittich.

## Statistik
| Liga          | Spiele (Tore) |
| ------------- | ------------- |
| 1. Bundesliga | 01 (0)        |
| Regionalliga  | 55 (2)        |
| Oberliga      | 15 (1)        |

Hinzu kommen Einsätze in der Landesliga für TuS Altleiningen.